# Johann Anton Losy von Losimthal
Johann Antonin Losy von Losimthal (1650 - 22 août 1721 Prague), ou comte Logy est un luthiste et guitariste bohémien connu pour ses talents d'instrumentiste et de compositeur pour le luth et la guitare. Losy étudia d'abord à Prague avant de se rendre en France et en Italie.
Il a laissé de nombreuses tablatures pour luth et pour guitare sous forme de manuscrits.
Il est le dédicataire d'un Tombeau écrit par le luthiste Sylvius Leopold Weiss.